# Потехин, Богдан Витальевич
Богдан Витальевич Потехин  (10 июля 1992, Магнитогорск, Россия) — российский хоккеист, левый нападающий. Мастер спорта России (2024). Обладатель Кубка Харламова в составе команды «Стальные Лисы» в сезоне 2009/2010.
Двукратный обладатель Кубка Гагарина в составе магнитогорского «Металлурга» в сезонах 2013/2014 и 2015/2016.
Всего в регулярках Чемпионата КХЛ он провел 387 матчей и набрал 73 (36+37) балла. В Кубке Гагарина на его счету 70 игр и 12 (5+7) очков.